# Nowa Wieś (powiat szamotulski)
Nowa Wieś – wieś sołecka w Polsce, położona w województwie wielkopolskim, w powiecie szamotulskim, w gminie Wronki, na południowych obrzeżach miasta Wronki, przy drodze wojewódzkiej nr 184.

## Podział
| SIMC    | Nazwa    | Rodzaj    |
| ------- | -------- | --------- |
| 0532978 | Warszawa | część wsi |

## Historia
Wieś pierwotnie związana była z Wielkopolską. Ma metrykę średniowieczną i istnieje co najmniej od połowy XIII wieku. Po raz pierwszy odnotowana została w łacińskim dokumencie z 1370 (wg zachowanej kopii z XVI) pod nazwą "Nova Villa", 1391 "Nova Villa", 1469 "Nowawyesz".
Możliwe, że wieś istniała jednak już wcześniej niż odnotowały to zachowane zapisy historyczne. W lipcu 2020 podczas prac archeologicznych poprzedzających budowę obwodnicy Wronek odkryto tu rozległą osadę ludności kultury pucharów lejkowatych oraz osadę ludności kultury przeworskiej z okresu wpływów rzymskich (II‒III wiek n.e). Natrafiono tu na pozostałości ziemianek, półziemianek, budowli naziemnych (słupowych), jam zasobowych i śmietnikowych oraz pieca wapienniczego. Na szczególną uwagę zasługuje niespotykana na ziemiach polskich budowla naziemna typu rowkowego wraz z pochówkiem w progu (dobrze zachowany szkielet). Budowle tego typu znane były dotąd z terenów Danii i Niemiec.
Miejscowość była początkowo królewszczyzną czyli własnością królewską należącą do królów polskich leżącą w dobrach Wronki, a następnie od XV wieku szlachecką należącą do polskiej szlachty z rodu Górków herbu Łodzia, Szamotulskich, Czarnkowskich herbu Nałęcz III oraz Łąckich i Wolikowskich. W 1508 wieś leżała w powiecie poznańskim województwa poznańskiego w Koronie Królestwa Polskiego w parafii Wronki.
Pierwsze wzmianki pochodzą z archiwalnych historycznych dokumentów z XIV wieku.  W 1370 odnotowaały one świadka Idziego sołtysa z Nowej Wsi koło Wronek i ponownie w 1391, wśród innych świadków z okolic Wronek i Szamotuł, jako świadka sołtysa Nowej Wsi, ale tym razem bez imienia. W 1456 Piotr kapłan z Wronek pozwał Dorotę Rzeszotkową z Wronek, wdowę po Wawrzyńcu, o to, że od dwóch lat nie płaciła mu należnego czynszu z folwarku oraz łąk pod Wronkami, które niegdyś należały do zmarłego Wawrzyńca. Na tych dobrach około 1442 Mikołaj z Nowej Wsi zapisał czynsz dla Piotra, kapłan korzystał z tego czynszu przez 12 lat.
W 1508 Nowa Wieś należała do wojewody poznańskiego Andrzeja Szamotulskiego. W 1515 król polski Zygmunt I Stary nadał prawa dziedziczne kasztelanowi poznańskiemu Łukaszowi Górce do zamku wieleńskiego z podległymi mu miastami Wieleń i Wronki oraz z należacymi do nich wsiami, w tym m.in. z Nową Wsią.

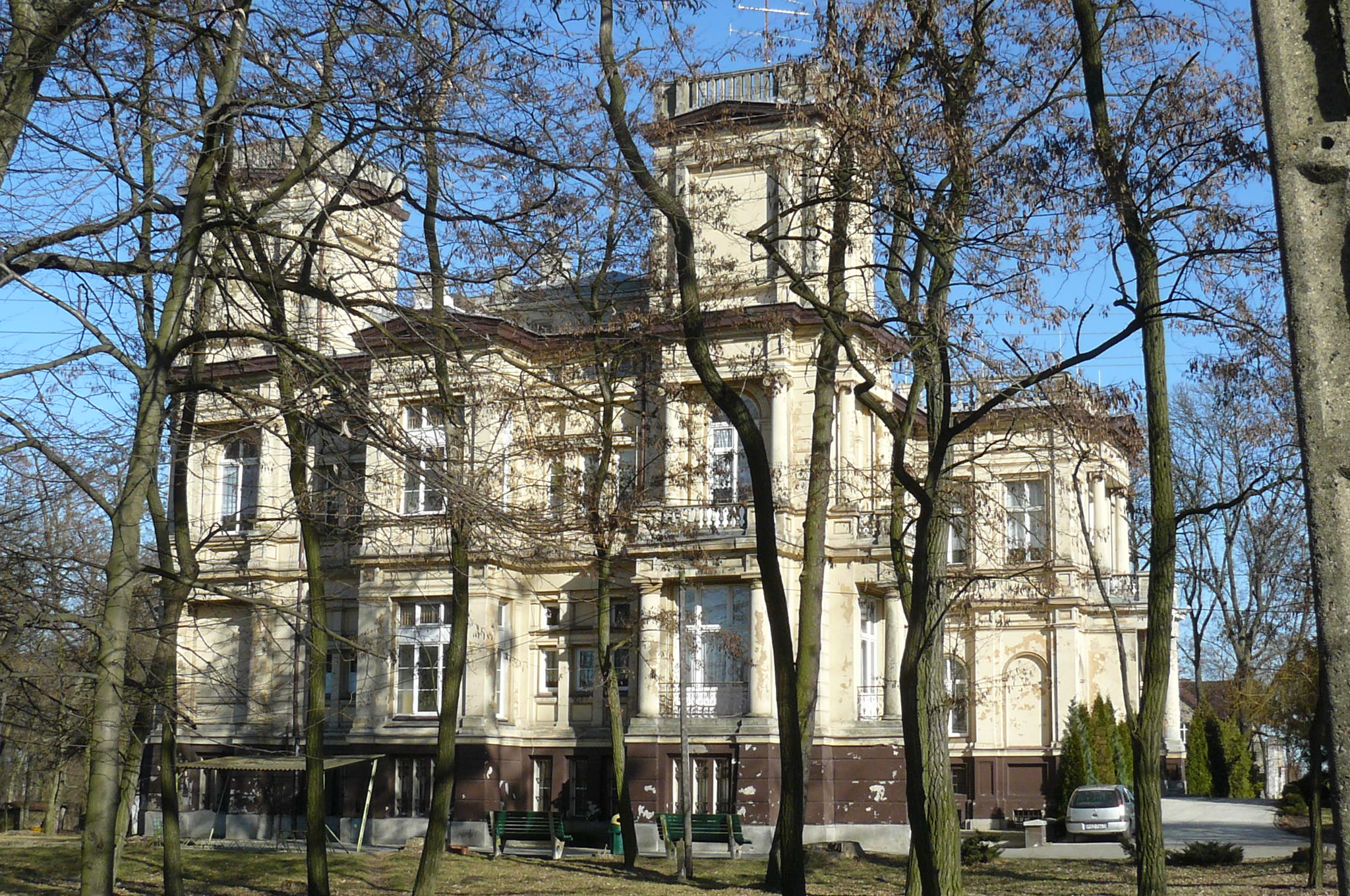
Nowa Wieś pałac Goetzendorf-Grabowskich

Miejscowość odnotowały także historyczne rejestry podatkowe dzięki którym znamy stosunki własnościowe we wsi. W 1469 Nowa Wieś, która wymieniona została obok wsi Samołęż zalegała z podatkiem. W 1508 wiardunki wojenne z 18 łanów we wsi zapłacił wojewoda poznański Andrzej Szamotulski. W 1510 w miejscowości odnotowano 30 łanów oraz 5 zagrodników, a także dwa łany oraz ogród należący do plebana we Wronkach. W 1563 we wsi miał miejsce pobór podatków od 21 łanów, karczmy dorocznej oraz jednego komornika.
Bardzo dokładny opis wsi zachował się z drugiej połowy XVI wieku. W 1565 w Nowiej Wsi naliczono 21 kmieci gospodarujących na 21 śladach. Dawali oni z każdego łanu jeden złoty i 18 groszy czynszu oraz w naturze dwie ćwiertnie owsa, dwa kapłony, dwie kury, 30 jaj oraz 3/4 wiertela owsa w ramach opłaty zwanej "wiecne", a także robociznę. Na polecenie 4 zagrodników zobowiązanych było do robocizny w folwarku. Dochód z całej wsi wynosił 77 złotych i 14 groszy. Nowowiejski folwark posiadał także trzy role na polach. W dokumencie podany został nawet rozmiar pól, oraz dane dotyczące wysiewu oraz urodzaju. Dochód z folwarku wyniósł 398 złotych i 29 groszy. W 1565 zabudowania wymieniono zabudowania folwarczne w Nowej Wsi: izbę, studnię, oborę, 3 szopy, 5 chlewów, 5 stodół, spichlerz oraz wozownię.
W 1577 pobór z Nowej Wsi zapłacił kasztelan rogoziński Wojciech Czarnkowski. W 1580 pobór podatkowy od 21 łanów, 6 zagrodników, dwóch komorników oraz trzech młynów wodnych, dorocznych o jednym kole wodnym zapłaciła, wdowa po Wojciechu oraz córka Andrzeja Górki, Barbara Rogozińska.
W 1590 woźny sądu ziemskiego wwiązał chorążego poznańskiego Mikołaja Łąckiego z Chraplewa w zastaw wartości 3000 złotych obejmujący wieś Biezdrowo, role Smęty na terenie (in fundo) dziedziny N., łąkę Krzywa Łąka w Popowie [k. Wronek] i młyn w Biezdrowie w dobra Barbary wdowy po Wojciechu Czarnkowskim i jej synów Andrzeja i Piotra. W 1597 kasztelan śremski Piotr Czarnkowski sprzedał Andrzejowi Wolikowskiemu za 7000 złotych polskich Biezdrowo z prawem patronatu, rolę w dziedzinie opuszczonej Smęty, niegdyś należcą do Nowej Wsi oraz wielką łąkę w dziedzinie zwanej Stare Miasto.
Wskutek II rozbioru Polski w 1793, miejscowość przeszła pod władanie Prus i jak cała Wielkopolska znalazła się w zaborze pruskim. W latach 1975–1998 wieś należała administracyjnie do województwa pilskiego.

## Obecnie
We wsi znajduje się dwukondygnacyjny eklektyczny pałac z wieżą, zbudowany w latach 1874‒1876 według projektu Stanisława Hebanowskiego. Posiadłość ta od 1865 stanowiła własność Goetzendorf-Grabowskich, następnie rodziny von Kapherr, od 1896 należała do niemieckiego zakonu, po I wojnie stała się własnością Skarbu Państwa. Obecnie w pałacu znajduje się dom pomocy społecznej. Od lat siedemdziesiątych XX w. do lat dwutysięcznych w budynku dawnej stajni mieściła się Szkoła Rolnicza, której ostatnim kierownikiem był mgr Marek Wójtowski. Po II wojnie światowej w pałacu znajdował się najpierw Państwowy Dom Dziecka, a następnie Szkoła Rolnicza.

## Urodzeni
Urodził się tutaj:
- Adam Kowalczyk[8] (ur. 11 października 1894, zm. wiosną 1940 w Katyniu) – kapitan administracji (piechoty) Wojska Polskiego, ofiara zbrodni katyńskiej.